# Chlaenius spoliatus
Chlaenius spoliatus är en skalbaggsart som först beskrevs av Rossi 1790.  Chlaenius spoliatus ingår i släktet Chlaenius, och familjen jordlöpare. Arten har ej påträffats i Sverige.

## Bildgalleri

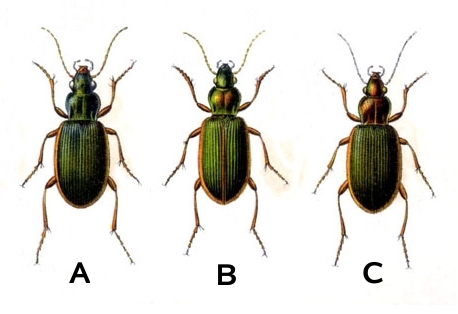
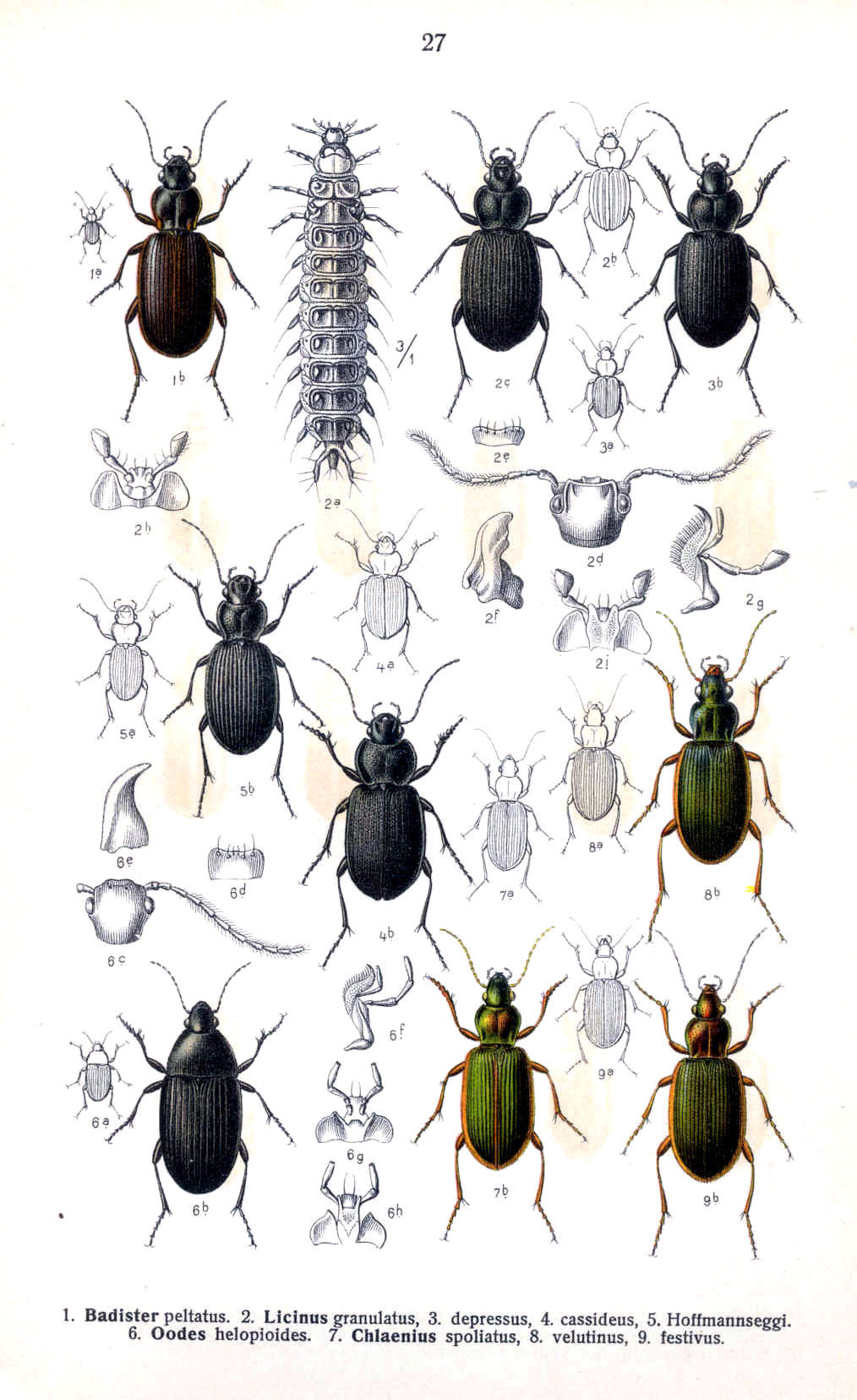